# 欣弥め
欣弥め、金弥め （きんやめ）は、古典落語の演目。代表的な「艶笑落語（バレ噺）」の1つで高座で演じられることは少なく、お座敷噺として演じられることが多い。夜這いで小姓に体を許す姫君と、同じ答えだけを繰り返す小姓とのとぼけたやりとりだけで構成される小噺。

## あらすじ
夜、姫君が寝入っていると室内に誰かが入ってきた気配で目を覚ます。そこで姫君が「誰じゃ、そこにいるのは」と尋ねると、それは小姓の欣弥（金弥）であり「欣弥めにございます」と答える。それに対し姫君は「そうか、部屋に入るのはよいが、みだらなことをしてはなるまいぞ」と申しつける。
以降、欣弥は姫君が前段で述べた禁止した行為を行う。そのたびに姫君は「誰じゃ〇〇をする者は」と尋ね、「欣弥めにございます」と返答があり、「そうか、〇〇はよいが☓☓はなるまいぞ」、「誰じゃ☓☓をする者は」と定形的な会話が繰り返されていく。こうして欣弥が姫君の乳房を揉む、股間を愛撫するなどと段々と話が進展していく。
最後に「誰じゃ、わらわのあそこに太くて長いものを入れるのは」「欣弥めにございます」「そうか、太くて長いものを入れるのはよいけれど、それを朝まで抜いてはならぬぞ」 というやり取りで終わる。